# 終極エンゲージ
『終極エンゲージ』（しゅうきょくエンゲージ）は、原作：江藤俊司、作画：三輪ヨシユキによる日本の漫画作品。集英社のウェブコミック配信サイト『少年ジャンプ+』にて2017年3月12日から2018年4月15日まで連載された。毎週日曜日更新。
両作者によって『ジャンプSQ.CROWN 2016 SPRING』に掲載された読み切り作品『ハトシェプスト』の基本的な設定を引き継いで連載が開始された。地球が宇宙の覇権を握った時代、絶対的な権力を持つ地球王の次期王妃を決定する『女王決定戦』を王子クリスと、彼が自ら作り上げた花嫁候補カルキの視点から描く。
元は原作者の友人の小説家架神恭介が主催するダンゲロスの集まりの中で発案したアイデアのひとつが根幹となっており、架神が発案したそのままではエログロが強すぎるとして原作者がアレンジしたことによって現在の形となった。
番外編の「休息エンゲージ」は原作の江藤が作画も担当している。

## 登場人物

### 主要人物
クリシュナ・ユガ
本作の主人公。通称「クリス」。15歳。常に不敵な表情を浮かべた黒髪の少年。
第13代地球王ルスとその妻ディアナの間に生まれた次期地球王。幼少期から天才的な頭脳を発揮し、格闘でも並ぶものなしと謳われる実力を発揮するが、好奇心のままに行動して周りの被害を全く顧みないという難儀な性格をしており、唯一の友人であるミムラを度々嘆かせている。常に自信満々なナルシストで己の才能を自負してやまず、立てた仮説も立証しないと気が済まない。そのためには実母への攻撃や違法とされる王族のクローニングなどにも手を染める。一方で己の意に沿わない事柄には冷淡で無関心な態度を貫き、人情や人の心の機微にも疎い。
戦闘時には歴代女王の必殺技を妃技として使用して戦う。
設定資料によると、100以上の特許を保有し、会社も複数経営している。

カルキ
クリスが大学一年次、10歳の時に自身の理想の花嫁として作り出した性転換クローン。5歳（肉体年齢15歳）。豊満で均整の取れた肢体を持つ美少女。クリスや歴代の王と同様に同心円状の瞳を持つ。性転換の影響でオリジナルとは異なった白い髪を持つ。
誕生から5年間、育成ポッドの中で肉体年齢が15歳になるまで促成が施され、教育用AI「カーマ」とクリス自身を通じての英才教育を経て『女王決定戦』の一年前に覚醒する。直後、クリスに宇宙を任せると高確率で滅亡の危機に至らしめると判断したことにより、『女王決定戦』での優勝とその場でクリスを殺害することを宣言。了解したクリスは「1年間で彼女を心変わりできなければ自分を殺す」という条件で勝負を持ち掛け、自身はクリスの好奇心を受け継いでいたため、それに興味を持って了承する。
常に冷静沈着な性格をしており表情もあまり動かないが、無感情なわけではない。世事には疎いが、場合によっては人並の配慮もできる。

ミムラ・クラーリオ
クリスと同年代にして生物学博士の号を持ち、一部分野では凌駕する才能と実績を持つ天才。16歳。小柄な体躯で一見すると性別はわからないが男性。
クリスとは大学時代に知り合って以来の仲で唯一の友人だが、それが祟ったか当のミムラにもクリスしか友人がいない。クリスとは腐れ縁の悪友同士という関係性であり、彼の持ち込むとんでもない頼み事をぼやきながらも引き受ける。なんだかんだでなし崩し的にカルキの育成にも協力し、クリス率いる花嫁修業の旅にも同行する。

ポポロ・ダーサ
クリス一行が花嫁修業の旅で最初に訪れた星「ニルギス」で出会った少女。ジャナ星人。15歳。太く短く揃えられた眉を持つ、小柄な体型の持ち主の少女。
婚約指輪にエントリーしたところをカルキらに目撃され、直後に初心者狩りに襲われるがカルキに助けられ命を救われる。一挙一動が鈍臭く、弱体ぶりが目に見えているためクリスらからはなぜ参加したのか疑問を抱かれるほど。普段は標準語だが、気分が昂ると静岡弁に似た方言が出る。
クリスの放言に対してツッコミを入れる程度には常識人。クリスに頭突きをして気絶したところ、案内役として使えると判断したクリスによってジャナ星まで同行させられることになる。カルキにとっては最初の友人であり、ジャナでは終始彼女と行動を共にした。
両親と幼馴染をガルマイアに奴隷として奪われた喪失感と負けん気から奴隷制を撤廃させるために女王を目指しているが、その無謀さを知る者たちからは一笑に付されてもいる。気弱で一見臆病、迷いもするがこうと決めたら後先考えずに突っ走るひたむきな性格の持ち主。
グリムヴィアスとの戦闘においてカルキを庇い重傷を負うも、回復後は『細胞極化（グリム・ロア）』に目覚める。『細胞極化』覚醒後はジャナ星人の特性である爪の変形を用いた技を使えるようになった。
尖爪スカルミリオーネ（せんそうスカルミリオーネ）
第一の爪。五指の爪が一本の槍のように伸び、相手を貫く技。
斬爪チリアット（ざんそうチリアット）
第二の爪。両手の五指の爪が鋭利な刃となり、相手を切り裂く技。
跳躍撃法（アルヴァ・リラ）
斬爪チリアット＋ガルマイア軍隊格闘術。超スピードで敵の周りを移動し、多方向から第二の爪で攻撃する。

### 地球王家
ルス・ユガ
第13代目地球王。クリスの実父。36歳。年齢以上に年老いた風貌。
初恋の相手であったキーアの死で覇気を失い、ディアナの傀儡も同然の人生を送っていた。その様からクリスに見下されている。

ディアナ・ユガ
第13代目地球王妃。クリスの実母。28歳。他のガルマイア星人同様、黒に塗りつぶされた虹彩と鋭く尖った歯を持つ、爬虫類を思わせる容貌の持ち主。なお、ガルマイア星人はアメリカのTVドラマ『V』に登場する爬虫類型エイリアン「ビジター」が元ネタとなっており、そちらのリーダーの名前も「ダイアナ」である。
前回の「女王決定戦」優勝者兼事実上の全宇宙の支配者。「列強」「軍事国家」と呼ばれるガルマイア代表として、キーアをはじめとする数多の候補者を下す。下馬評通りの実力者であり、完全に覇気を失った夫をよそに国政を牛耳っている女傑。問題行動ばかりを繰り返す息子クリスに頭を悩ませており、母として子を信じたいという思いを持っているが、それをやすやすと越える凶行の前では流石に怒りを隠せない。普段は貴婦人らしく気品と威厳に満ちた態度であるが、いざ激した時は周囲を震撼させるほどに恐ろしい表情を見せる。

ダイバ・ユガ
第12代目地球王。

レスティア・ユガ
第12代目地球王妃。

トヴァストラ・ユガ
第9代目地球王。初代地球王が廃止した奴隷制を復活させる。

ゲオルギウス・ユガ
第2代目地球王。在任期間中に3兆人を虐殺したことで知られる。自身の死亡説を流布して集った反抗勢力を一掃したという逸話を持つ。この故事を取って次期地球王は即位前に一度だけ「嘘」を吐くことが許され、同時に公務として認められるという「ゲオルギウスの嘘」なる特権を有することになった。
実は本編中の時代でも生存しており、ジョージ・ライアーと名乗って複数の惑星にて虐殺やテロ行為を行い、王家抹殺を目標に行動する。

ラジャス・ユガ
初代地球王。

グリムヴィアス・ユガ
初代地球王妃。ジャナ星出身。319歳。惑星ザクロクにてツヅラ、ムジャハ、ザイドと共に奴隷として虐げられていたが、農場主の暴力によって死の淵に瀕したことで『細胞極化』を覚醒させる。
その後、初代女王決定戦で優勝し、悲願の奴隷制撤廃を成し遂げる。任期終了後は母星であるジャナにかつての奴隷仲間だった側近と共に帰還するが、時を経て奴隷制復活の報を聞き、武力衝突も辞さない覚悟で抗議の意志を固めるが、ツヅラが決死の策により『慈悲の冠（マーシーズ・クラウン）』を嵌めたことにより、意識を奪われ狂乱状態に陥った。
夫ラジャスに向ける愛情は強く、住民が奴隷として迫害されることのない美しい故郷の姿は亡き彼に対して向ける誇りの念そのものだった。　
哭爪グラッフィアカーネ（こくそうグラッフィアカーネ）
グリムヴィアスの必殺技。変形させた爪によって竜巻を発生させ、相手に叩き込む技。山を削り取るほどの威力を誇る。

### ガルマイア
ヴルヌーイ・ガルマイア
地球王妃ディアナの姉。現ガルマイア王妃。33歳。ガルマイアとしては珍しく豊満な女性。
ハイテンションな女性で、王と夫婦喧嘩した勢いで地球王家を訪れ嵐のような勢いで去っていったことがある。

トリウィア・ガルマイア
ディアナの姪であり、クリスの従姉妹。9歳。第14回「女王決定戦」優勝最有力候補との呼び声高い実力者。いかなる意味でかクリスのことを意識しており、万物に対して傍若無人な彼からは珍しく苦手とする人物として認識されている。
フランクな性格で見知った者相手にふざけた態度でからかうことが多いが、言葉の裏には己の実力への絶対的な自負が見え隠れする。古い地球文化に興味を持っているらしく、語尾に韻を踏んだ地名などをくっつける独特の喋り方をすることが多い。

カミール・バローサ
ディアナの側仕え侍女。28歳。ディアナとは軍時代の戦友で、ヴルヌーイが隊長を務めた一隊では並んでエースと呼ばれていた。
普段は君臣の間柄をわきまえ節度を持ってディアナに仕えているが、時にはお忍びで立場を忘れ互いに旧交を深め合うこともあった。

ディスタ・グルズェフ
ガルマイア宇宙軍大佐。15歳。ウェーブのかかったセミロングの髪をし、スレンダーな肢体を持った怜悧な印象を与える女性。「女王決定戦」にエントリーした「婚約者」でもありカルキと惑星ジャナで遭遇する一年前、トリウィアに敗北する。敗北したその際に左眼を失い、傷痕を眼帯で隠している。
戦闘種族としてのガルマイアに誇りを持ち、弱者は軽蔑する一方で強者には敬意を払うが、追い込まれた戦闘の最中では十代も半ばに達して衰えを見せはじめた肉体に焦りと苛立ちを隠すことはできなかった。
補給船を駆ってジャナ星での奴隷狩りの指揮を執るが、狂乱した初代女王グリムヴィアスによって、大気圏内で戦闘艇を次々落とされ、地上では仇討ちのために突出した多くの部下が殺されるなど理不尽なまでの暴威に晒される。半ば自暴自棄になり都市部への爆撃という非常手段も選択肢に入れながら手早く奴隷を確保したうえでの帰還を目指すが、そこに妨害で現れたポポロ、続いて割って入ったカルキと婚約者として交戦することになる。
基礎的な肉体のスペックでは圧倒していたものの、カルキの技量にはほぼ追いつけず完敗を喫した。その後は己の敗北を潔く認め、全ポイントをカルキに譲渡、ポポロの叩いた大口に対しても厳しい諫めの言葉をぶつけつつ、勇気を称える言葉を残して部下共々ジャナから撤退していった。

バーヴ・ラスキル
ガルマイア宇宙軍大佐。14 歳。ぱっちりとした目が特徴的で高い位置でポニーテールに結った女性。ディスタからは全く相手にされていないが、軍務上では一方的にライバル視している。任務に失敗した彼女の後任に就いたことを一方的に述べ立てて勝ち誇るも背後から現れたトリウィアに投げられ、ついでに軍服の上衣も奪われる。

リベラ
番外編「That takes the cake」に登場。ディアナ、カミールと共にヴルヌーイ隊に所属。13代女王決定戦の1年前に惑星ガザーラ 第17戦闘区域にてディアナを庇い死亡。ディアナが女王になることを決意するきっかけを与えた。

### ジャナ
ナナム
ポポロの幼馴染の少女。16歳。

ククマ
ナナムの幼馴染の少年。16歳。斑柄の髪が特徴的な物静かな性格の持ち主。

ムジャハ
グリムヴィアスのかつての側近であり、奴隷仲間だった女性。318歳。

ザイド
グリムヴィアスのかつての側近であり、奴隷仲間だった女性。315歳。

ツヅラ
グリムヴィアスのかつての側近であり、奴隷仲間だった男性。享年228歳。

### その他
キーア・シュトルメ
第13回「女王決定戦」本戦出場者。ナヴァ星代表。享年18歳。人魚の特徴を持つが、下半身を人間の物に切り替えることも出来る。豊満な肉体と見目麗しい容姿と細い四肢の持ち主であるに関わらず海洋種族として海の巨獣を数多狩ってきたという強者で、世の覚えに差はあったもののナヴァ星代表は第12回の本戦でもガルマイアと同じベスト8に選出されるほどの強豪だった。
本戦の3日前に全裸で沐浴していたところを王位継承者ルスと邂逅し、誤解と謝罪を経て交流を深め合う。本戦では一回戦でディアナと激突し、血涙を流すほどの負荷をかけながら念動力を駆使して早くも勝負を決めたかに思われたが、相手の生死確認を怠ってルス王子に笑いかけた隙を突いたディアナによって背後から一刀のもとに首をはねられた。
魚骨剣
超硬度なナヴァ星特産の巨大魚の骨を加工して作られた大剣。
骨の嘆き（オス・マロエル）
念動力によって魚骨剣を細かなパーツに分解し、全方位から一斉に襲わせ攻撃する技。

ファリア・シュトルメ
第14回女王決定戦ナヴァ星代表。17歳。自称「次期地球王妃、ナヴァ星の至宝」。キーアの姪である。
恋愛脳かつストーカー気質だが、その反面、敵を油断せず初手から一撃で致命傷を与えようとするなど恋愛以外の事柄にはドライなリアリストでもある。
『骨』
ナヴァ星特産の超硬度の骨。旅行用トランクに入れて持ち運んでいる。
6480度スピン
念動力によって変化させた骨製のバイクに乗り、スピンしながら相手を撥ねる技。
骨の嘆き（オス・マロエル）
念動力によって『骨』を全方位から一斉に襲わせ攻撃する技。
骨の叫び（オス・スピンタ）
念動力によって自身の武器である槍に『骨』をドリル状に纏わせ攻撃する技。

シーマ・オプル
惑星ニルギスでエギーナとタッグを組んで初心者狩りを行ってポイントを稼いでいた「婚約者」。23歳。狩猟民族であるザパン星人。身の丈以上の大きさのある龍狩弓（ドラゴンアーチ）を武器として扱う。カルキの放った魔弾イルガンテによって倒される。

エギーナ・ペラ
惑星ニルギスでシーマとタッグを組んで初心者狩りを行ってポイントを稼いでいた「婚約者」。26歳。狩猟民族であるザパン星人。槍を武器として扱う。シーマ同様、カルキによって倒される。

## 用語
宇宙の卵（うちゅうのたまご）
初代地球王が手にし、当時起こっていた宇宙の戦乱を鎮め地球を中心に宇宙を統一したという至宝。
効能として歴代の地球王とその血縁者、配偶者「地球王妃（地球女王）」には“加護”と呼ばれる絶対的な守りが施され、王族を物理的手段を用いて殺傷することはほぼ不可能となる。意識することで本人を中心とした空間への攻撃を防ぐバリアを張ることが出来るほか、本人がほぼ意識外であった状態からの接触も完全に弾かれる。
加護には序列があり、一例として地球王の嫡子と地球女王の間で攻撃判定が行われた場合は地球女王に与えられる加護の方が優先される。
地球女王決定戦（ちきゅうじょおうけっていせん）
初代地球王が己の伴侶を選ぶにあたって「最強であること」を前提に置いたことから始まった催し。
地球王の嫡子が16歳に達した際に行われ、全宇宙から集った指折りの強者たちが武を競い合う。優勝者は次期地球王の王妃として迎えられる。非公式だが、公然の事実として優勝者の出身惑星は三十年に渡って絶大な権力が約束される。事実上、花嫁選抜に名を借りた有力星系同士の代理戦争である。
婚約指輪（エンゲージリング）
婚約者の薬指に情報印刷（データプリント）される選手登録の証。『選手データの管理』と『ポイントの管理』の機能を持つ。婚約指輪に「ポイント表示」と呼びかけると保有ポイントを照会できる。ポイントの受け渡しを行うことも可能。
細胞極化（グリム・ロア）
ジャナ星人の固有能力である細胞機能の爆発的上昇体質。
ジャナにおいては初代地球女王グリムヴィアスが発現させて以来確認されていない極めてまれな形質であるが、彼女の血を受け継ぐ地球王家の係累には代々現れている。
妃技（ひぎ）
歴代地球女王が自身の奥義として編み出した必殺技。それぞれ「妃技の○」という冠詞が付くが、男性のクリスが使用する際は技名のみを発言する。
カルキも複数を習得しているが、一般的なヒューマノイドタイプの身体であるため多肢など特有の器官を用いたいくつかの技を使うことは出来ない。強敵を一撃で沈めるほど強力な一方、「細胞極化」を習得していない状態では繰り出した腕も複雑骨折を起こすほどに反動が大きい。
鏖牙ビブリス（おうがビブリス）
妃技の2。
穿弓ウル・デッタ（せんきゅうウル・デッタ）
妃技の3。
重砲デルグレア（じゅうほうデルグレア）
妃技の4。
墜星カナン（ついせいカナン）
妃技の5。
魔弾イルガンテ（まだんイルガンテ）
妃技の6。
神槌クローヴィア（しんついクローヴィア）
妃技の7。
覇槍ダグマキス（はそうダグマキス）
妃技の8。
神剣カリガリ（しんけんカリガリ）
妃技の12。
光刃リベラ（こうじんリベラ）
妃技の13。

地球（ちきゅう）
宇宙の覇権を握る星。科学技術は常に最新のものが流入する一方、通常の地球人は肉体的には非常に脆弱であり宇宙生物局の格付けで肉体『Ｅ』と認定されたジャナ星人を大きく下回る。
ガルマイア
宇宙最強の一角として知られる種族。早熟な反面、加齢による肉体の衰えも早く平均寿命も50年程度と宇宙全体では短命な部類に入る。
爬虫類に似た容貌を持ち、切れ長の瞳や尖った歯牙、先端が二又に分かれた舌、あまり肉感的にならない胸部など全般的に蛇を思わせる印象。
卵生であり、ガルマイアの母を持つクリスも「宇宙の卵」の加護によって形質はあまり受け継いでいないものの卵から生まれている。なお、女性は男性に比べて肉体的に圧倒的優位という傾向を持っており、前線で軍務に就いている軍人はほとんどが女性である。
感情を表に出さないことが美徳として捉えられる一方、作中では激しやすく感情的な人物が多く登場している。
ジャナ
500年の寿命を持ち、成人後は400歳ほどに達するまで容貌に変化が見られない長寿の種族。
耳介などにイヌ科の特徴がみられる。反面、ごくまれに細胞極化に覚醒したものを除けば肉体の強度には恵まれない。

## 書誌情報
- 原作：江藤俊司、作画：三輪ヨシユキ 『終極エンゲージ』 集英社〈ジャンプ・コミックス〉、全5巻
  1. 2017年6月2日発売[5]、ISBN 978-4-08-881114-7
  2. 2017年9月4日発売[6]、ISBN 978-4-08-881151-2
  3. 2017年12月4日発売[7]、ISBN 978-4-08-881292-2
帯コメントは冨樫義博が書いている[8]。
  4. 2018年3月2日発売[9]、ISBN 978-4-08-881392-9
  5. 2018年6月4日発売[10]、ISBN 978-4-08-881405-6